# Stary Cmentarz w Ostrowie Wielkopolskim
Stary Cmentarz w Ostrowie Wielkopolskim – jeden z najstarszych czynnych cmentarzy katolickich w Polsce (starszy od Cmentarza Rakowickiego w Krakowie i warszawskich Powązek).

## Stary Cmentarz
Założony został w 1782 r. i był jedną z pierwszych w Polsce nekropolii położonych z dala od kościoła, poza obrębem miasta (dotychczas takie miejsce pochówku było uznawane za niegodne). W początkowym okresie działania nie stawiano żadnych trwałych postumentów. Najstarszy z zachowanych nagrobków pochodzi z 1842 r. W 1832 r. zaczęto stawiać murowane ogrodzenie cmentarza. Otoczono go też wówczas głębokim na 2 metry rowem, który zasypano pod koniec XIX w., gdy potrzebowano miejsca dla samobójców.
W latach zaborów Cmentarz był jedynym legalnym miejscem polskich manifestacji patriotycznych. Wynikało to ze zwyczajowego poszanowania przez zaborcę prawa czyniącego z nekropolii miejsca azylu (odróżnienie sacrum od profanum).
Stary Cmentarz próbowano zlikwidować kilkakrotnie, między innymi w 1820 r. (Prusacy), w latach II wojny światowej, oraz w 1962 r. (komuniści). Ta ostatnia decyzja o likwidacji została formalnie anulowana dopiero w 1982 r.
W latach 1989–1990 zabezpieczono bramy, część murów i nagrobków oraz kapliczek. Od połowy lat 90. działa Towarzystwo, które gromadzi fundusze na renowację zabytkowych grobowców, m.in. podczas corocznych kwest w Zaduszki.
Wśród nagrobków można znaleźć formy klasyczne, neoromantyczne, secesyjne, kubiczne. Dominantę w południowo-zachodniej części stanowi największy, klasycystyczny, grobowiec rodziny Idźkowskich. Pomniki nagrobne były niejednokrotnie wykonywane przez cenionych wielkopolskich rzeźbiarzy. Jeden z nich – Pielgrzym, dłuta Władysława Marcinkowskiego – znajduje się obecnie w krużganku ostrowskiej konkatedry.
Z około 2800 pochowanych tu od początku istnienia cmentarza udało się zidentyfikować dotychczas ok. 1250. Spoczywają tu postacie ważne dla historii nie tylko Ostrowa, ale i Wielkopolski:
- Hubert Beckhaus - latynista, germanista, dyrektor Królewskiego Gimnazjum w Ostrowie, nauczyciel Wyższej Szkoły Żeńskiej w Ostrowie
- Gustaw Bojanowski – pisarz, opisał pobyt w Wielkopolsce Chopina i Mickiewicza
- Maria Bojarska – przełożona Gimnazjum i Liceum im. Emilii Sczanieckiej, koordynowała działania tajnej oświaty w Ostrowie i południowej Wielkopolsce podczas II wojny światowej
- Antoni Bronikowski – hellenista, nauczyciel w Królewskim Gimnazjum
- Wincenty Broniwój-Orliński – prawnik, działacz emigracyjny, mecenas kultury
- Antoni Chiżyński – poseł na sejm pruski
- Anastazy Cywiński – poeta, nauczyciel w Królewskim Gimnazjum
- Wincenty Głębocki – ksiądz, prefekt w Królewskim Gimnazjum i Wyższej Szkole Żeńskiej
- Jan Kompałła – ksiądz, proboszcz ostrowski, działacz społeczny, inicjator budowy Królewskiego Katolickiego Gimnazjum Męskiego
- Marian Kostrzewski – działacz społeczny i kulturalny, nauczyciel, instruktor harcerski
- Witold Leitgeber - księgarz, wydawca, pisarz
- Ferdynand Marten - przyrodnik, matematyk, nauczyciel w Królewskim Gimnazjum
- Władysław Skowroński - plastyk, nauczyciel w ostrowskich szkołach,
- Augustyn Szamarzewski – ksiądz, działacz społeczny, patron polskich spółek zarobkowych, proboszcz ostrowski, prefekt Wyższej Szkoły Żeńskiej w Ostrowie
- Władysław Witkowski - lekarz, działacz społeczny
- powstańcy z lat 1831, 1848, 1863
- Michał Moczyński — pierwszy dyrektor szpitala w Ostrowie Wielkopolskim, znany również jako patriota i społecznik[1]
- Rodzina Furmanków, która prowadziła zakład fotograficzny w Ostrowie, ukazując architekturę, pejzaże i życie mieszkańców Ostrowa[1]
- Wawrzyniec Colomb — prawnik oraz skarbnik Towarzystwa Pomocy Naukowej w powiecie odolanowskim, był również dobroczyńcą młodzieży gimnazjalnej[1]

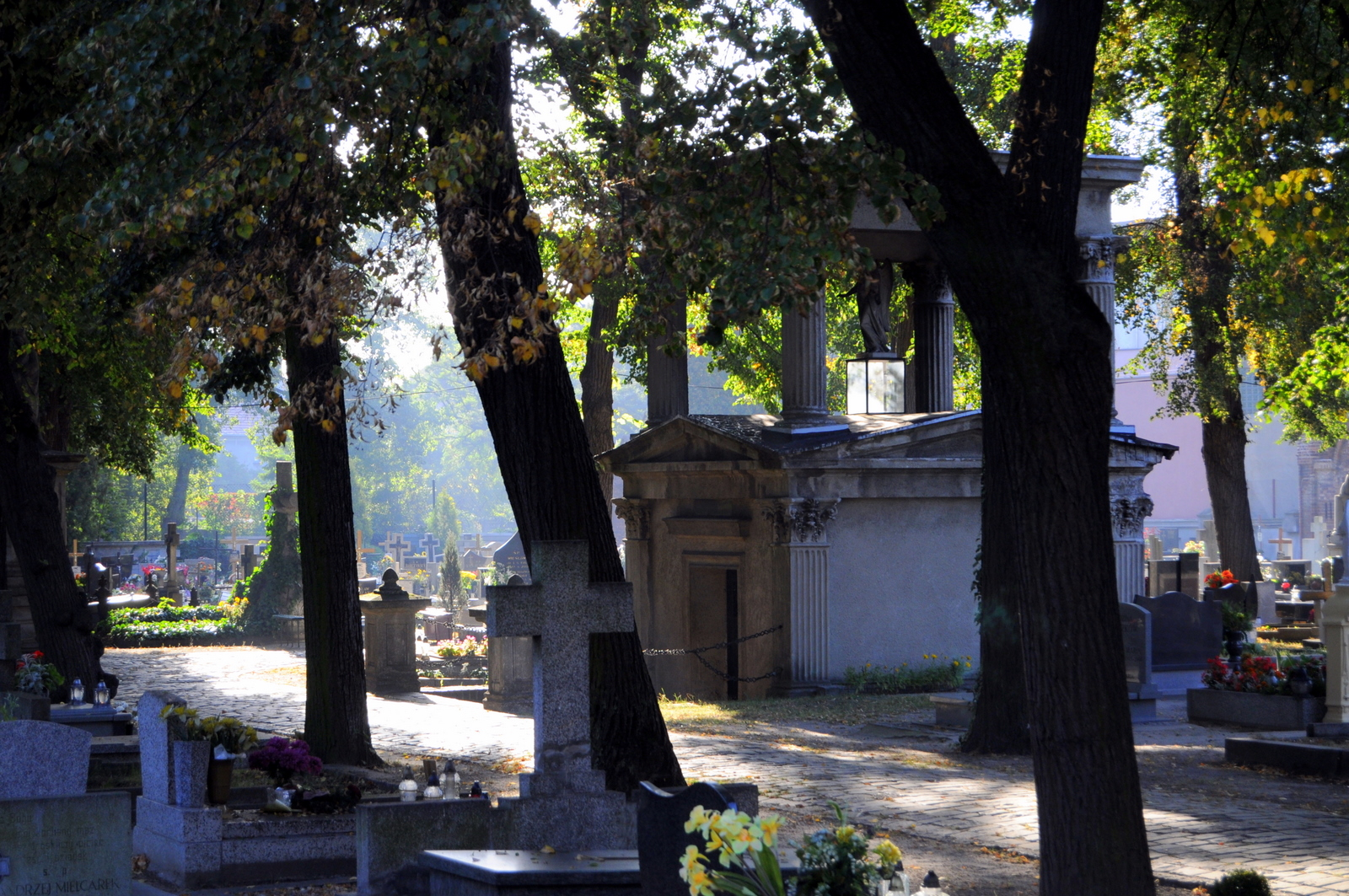
Grobowiec rodziny Idzikowskich

Monograficzną pracą o Starym Cmentarzu jest ilustrowana zdjęciami autora, publikacja Stary cmentarz w Ostrowie Wielkopolskim (Marian Kostrzewski Ostrów Wlkp. 1982 r., wyd. O.T.K.).